# Ophion longiceps
Ophion longiceps là một loài tò vò trong họ Ichneumonidae.